# 黃背小羚羊
黃背小羚羊（学名：Cephalophus silvicultor），又名黃背遁羚或黃背麂羚，为濒危野生动植物种国际贸易公约附录II所列的保护动物。分佈在中非及西非的麂羚。牠們是分佈最廣的麂羚。
黃背小羚羊長3.8-4.8呎，肩高80厘米，重80公斤。牠們呈深褐色至黑色，後半身有黃色斑紋。牠們棲息在茂密及遼闊的雨林，吃種子、果實、草、真菌及葉子。

## 外部連結
- ultimateungulate.com